# Laura Maria Sheldon Wright
Laura Maria Sheldon Wright (10 de julho de 1809 – 21 de janeiro de 1886) foi uma missionária americana.
Laura Maria Sheldon nasceu em 10 de julho de 1809, em St. Johnsbury em Vermont. Ela cresceu em St. Johnsbury e em Barnet, também em Vermont, e foi educada na Escola de Jovens Garotas.
Casou-se com Asher Wright em 21 de janeiro de 1883, e os dois se mudaram para Reserva de Buffalo Creek em 5 de fevereiro de 1833, afim de começar a sua missão. Como missionária, Laura escreveu um primer (livro didático) em Seneca e em Inglês e trabalhou como professora. Ela também fundou uma organização chamada Liga de Temperança de Iroquois.
Ela morreu em decorrência de uma pneumonia em 21 de janeiro de 1886, em Iroquois, Nova Iorque, na residência de Nicholson Henry Parker (1819–1892), um intérprete de Seneca.